# Autoroute A27 (Portugal)
Pour les articles homonymes, voir A27.
L'autoroute portugaise A27 relie l'  à hauteur de Viana do Castelo à l' à hauteur de Ponte de Lima. Elle traverse la région du « Vale de Lima » dans la région du Alto Minho. Sa longueur est de 24 kilomètres.
Cette autoroute est gratuite (régime SCUT et concessionnaire: Euroscut Norte).
Voir le tracé de l'A27 sur GoogleMaps

## Historique des tronçons
| Tronçon                              | État                                                     | km  |
| ------------------------------------ | -------------------------------------------------------- | --- |
| Meadela () - Nogueira                | En service (12/2001) (Concession: SCUT do Norte Litoral) | 6,7 |
| Nogueira - Ponte de Lima ( / IC 28 ) | En service (07/2005) (Concession: SCUT do Norte Litoral) | 18  |

## Trafic

Carte de l'A27

| Section               | Trafic (en véhicules par jour) en 2010 |
| --------------------- | -------------------------------------- |
| Meadela () - Nogueira | 12980                                  |
| Nogueira - Lanheses   | 12131                                  |
| Lanheses - Estorãos   | 10548                                  |
| Estorãos - Arcozelo   | 10256                                  |
| Arcozelo -            | 6967                                   |

## Capacité
| Section | Capacité | Longueur |
| ------- | -------- | -------- |
| - IC 28 |          | 24 km    |
| IC 28   |          |          |

## Itinéraire
| Sorties | Villes                                   |
| ------- | ---------------------------------------- |
| 01      | Meadela Caminha Viana do Castelo - Porto |
| 02      | Nogueira                                 |
| 03      | Lanheses                                 |
| 04      | Estorãos                                 |
| 05      | Arcozelo Ponte de Lima                   |
| 06      | Valença Braga Ponte da Barca IC 28       |